# Émile Duclaux
Pour les articles homonymes, voir Duclaux.
Émile Duclaux, né le 24 juin 1840 à Aurillac (Cantal) et mort le 3 mai 1904 à Paris, est un physicien, biologiste et chimiste français. Il succéda à Pasteur en 1895 à la tête de l'institut du même nom.

## Biographie
Issu d'une famille bourgeoise distinguée qui a donné plusieurs générations de médecins, puis des magistrats, il est le fils de Justin Duclaux (1797-1860), huissier-audiencier près du tribunal d'Aurillac et d'Agnès Farges (1807-1883), négociante en épicerie qui a pour neveu Louis Farges (1858-1941).
Il suit ses études au collège communal d'Aurillac où il subit surtout l'influence d'Émile Appert, son professeur de mathématique. Puis en 1857, il monte sur Paris suivre la classe de mathématiques spéciales au Lycée Saint-Louis, comme élève de l'institution Massin. Reçu simultanément à l'École polytechnique et à l'École normale supérieure en 1859, il choisit de suivre ses études à l'École normale supérieure.
Assistant dans le laboratoire de Louis Pasteur en 1862, il entame ensuite une carrière comme professeur : en 1865 à Tours, en 1866 à Clermont-Ferrand où il est nommé suppléant de la chaire de chimie à la faculté des sciences, et a pour étudiant-assistant Émile Roux. Il enseigne à la faculté des sciences de Lyon de 1873 à 1878. En 1878, il regagne Paris, nommé au concours professeur de physique et de météorologie à l'Institut agronomique et maître de conférence à la Sorbonne, puis, titulaire de sa chaire de chimie biologique.
En 1873, il épouse Mathilde Briot, fille du mathématicien Charles Briot, qui lui donne deux fils : Pierre Duclaux (1876-1949), agronome qui effectuera des recherches en Indochine, et Jacques Duclaux, professeur au Collège de France. En 1880, son épouse meurt atteinte de fièvre puerpérale, après la naissance d'un troisième enfant.
Durant la plus grande partie de sa carrière, il est associé au travail de Louis Pasteur et considéré comme son disciple. Avec Pasteur, il a collaboré à l'étude de maladies de ver à soie à Pont-Gisquet près d'Alais et a aussi participé aux expériences pour réfuter la théorie sur la génération spontanée. Il a aussi entrepris les études sur le phylloxera, un parasite semblable au puceron qui s'attaque aux vignobles. Il a surtout fait des recherches sur la transformation chimique de lait au fromage, aussi bien que les processus de fermentation de bière. En tant que professeur d'université, il a donné des cours de sciences de la Terre (météorologie) et de physique.
Le travail de Duclaux a été principalement dans les domaines de la chimie, la bactériologie et l'agriculture. Propriétaire d'une ferme à Marmanhac (Cantal), il y étudie la fabrication du cantal et la pasteurisation du lait.
En janvier 1887 paraît le premier numéro des Annales de l'Institut Pasteur, revue qu'il fonde pour donner audience aux travaux de la rue d'Ulm. Charles Chamberland, Jacques-Joseph Grancher, Isidore Straus, Edmond Nocard et Émile Roux font partie du premier comité de rédaction de cette revue qu'il finance. À la mort de Pasteur, Duclaux devient le directeur de l'Institut de 1895 à 1904, avec Émile Roux et Charles Chamberland en tant que sous-directeurs.
Duclaux est un auteur prolifique, ses publications les plus connues sont le Traité de microbiologie, L'Hygiène sociale, Ferments et Maladies et Pasteur, histoire d'un esprit qui est une biographie consacrée à Pasteur.
En 1898, il prend part à la défense du capitaine Dreyfus, lors de l'Affaire. Il est nommé vice-président de la Ligue française pour la défense des droits de l'homme et du citoyen dont il est un des fondateurs. Académicien, il s'implique en tant que citoyen pour défendre la justice, l'accès au savoir et l'hygiène sociale.
En 1901, il épouse en secondes noces Agnes Mary Frances Robinson, autrice d’origine anglaise.
Amateur de littérature et familier du mouvement félibrige, il a contribué en 1894 à fonder l'École auvergnate (Escolo oubergnato), avec Marcellin Boule et Arsène Vermenouze.
Un grand portrait à l'huile de lui, réfléchissant assis sur un fauteuil, est conservé au château d'Olmet à Vic-sur-Cère où il séjournait l'été.
Un des lycées d'enseignement général d'Aurillac porte son nom. C'est à la mort d'Émile Duclaux que le lycée de garçons d'Aurillac prend le nom de cet éminent homme de sciences par décision ministérielle du 29 juillet 1904. Une rue du 15e arrondissement de Paris le porte également, à proximité de l'Institut Pasteur.
Il est inhumé au cimetière Massigoux d'Aurillac.

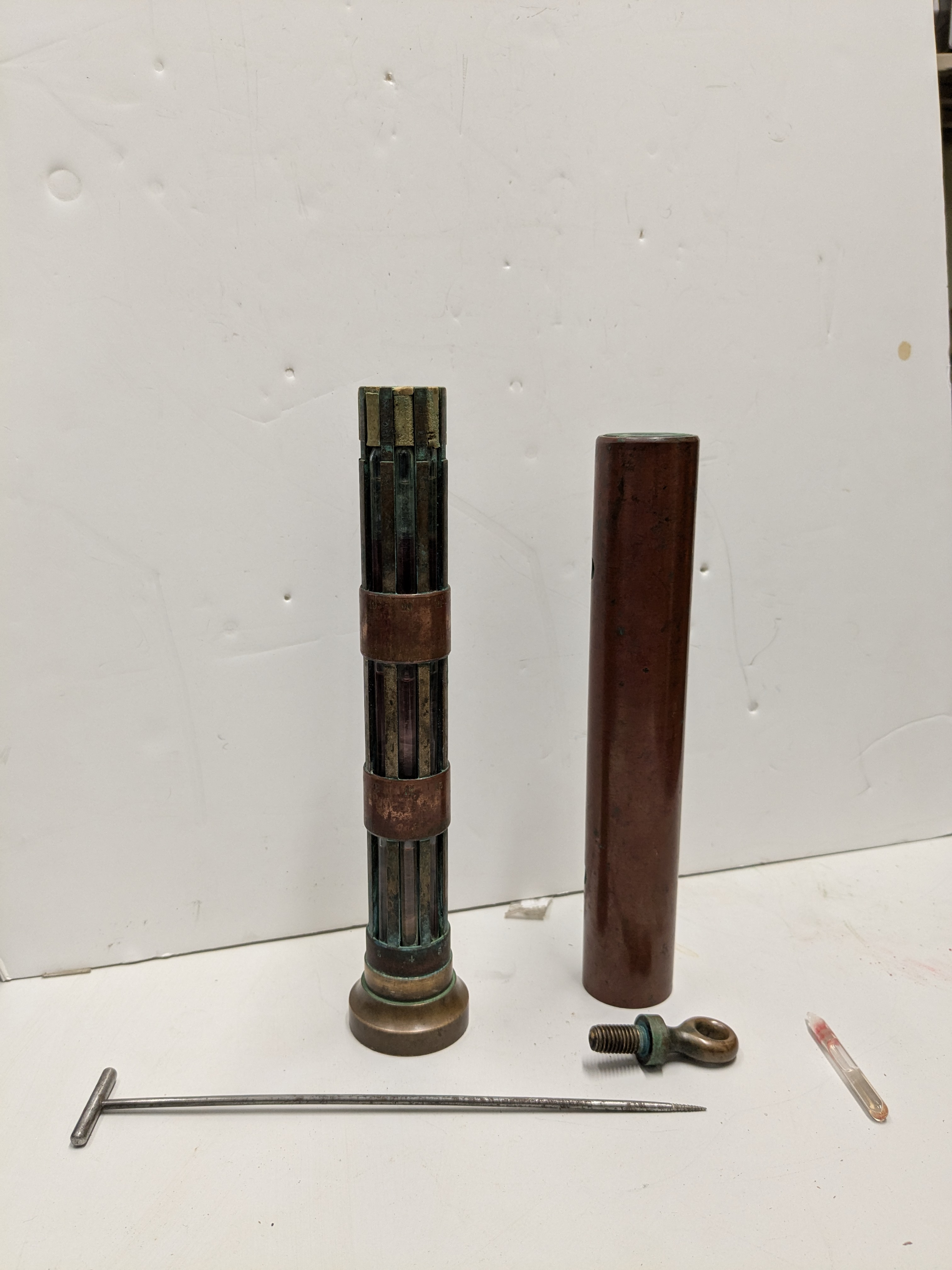
Thermomètre à minima d'Émile Duclaux.

## Parcours
- 1859-1862 : Élève de l'École normale supérieure.
- 1862 : Agrégé de sciences physiques.
- 1862-1865 : Préparateur au laboratoire de Louis Pasteur.
- 1865 : Docteur ès sciences.
- 1865-1866 : Professeur au lycée de Tours.
- 1866-1873 : Professeur suppléant de chimie à la Faculté des sciences de Clermont-Ferrand.
- 1873-1878 : Professeur de physique à la Faculté des sciences de Lyon.
- 1878 : Professeur de physique et météorologie à l'Institut national agronomique.
- 1878 : Maître de conférences à la Sorbonne.
- 1888 : Professeur de chimie biologique à la Sorbonne.
- 1895-1904 : Directeur de l'Institut Pasteur. Il succéda à Pasteur à la tête de son Institut.

## Titres et distinctions
- Membre de l'Académie des sciences, dans la section d'économie rurale (1888).
- Membre de l'Académie d'Agriculture de France, section Physique et chimie des milieux et des êtres vivants (1890).
- Membre de l'Académie Nationale de Médecine (1894).
- Sous-directeur de l'Institut Pasteur (1888-1895).
- Directeur de l'Institut Pasteur (1895-1904)
- Directeur de publication de l'Institut Pasteur
- Vice-président de la Ligue française pour la défense des droits de l'homme et du citoyen dont il est un des fondateurs.
- Commandeur de l'ordre du Mérite agricole (1900)
- Commandeur de la Légion d'honneur

## Publications
- Études relatives à l'absorption de l'ammoniaque et à la production d'acides gras volatils pendant la fermentation alcoolique, Paris, Gauthier-Villars, 1865.
- Des fermentations, Paris, Masson, 1867.
- Recherches sur l'écoulement des liquides à travers les espaces capillaires et sur divers phénomènes d'adhésion moléculaire, Paris, Gauthier-Villars, 1872.
- Théorie élémentaire de la capillarité fondée sur la connaissance expérimentale de la tension superficielle des liquides, Paris, Gauthier-Villars, 1872.
- Rapport sur les études relatives au phylloxera présentées à l'Académie, avec Maxime Cornu et Louis Faucon, Paris, Gauthier-Villars, 1873.
- Études sur la nouvelle maladie de la vigne dans le sud-est de la France, Paris, Gauthier-Villars, 1874.
- Un moyen d'arrêter les progrès de la maladie de la vigne, Lyon, Pitrat, 1874.
- Fabrication, maturation et maladie du fromage du Cantal, Paris, 1877.
- Des fermentations, Paris, Masson, 1877.
- Sur la tension superficielle dans la série des alcools et des acides gras, Paris, Gauthier-Villars, 1878.
- Fabrication, maturation et maladies du fromage du Cantal, Paris, 1880.
- Ferments et maladies, Paris, Masson, 1882.
- Mémoire sur le lait, Paris, Jules Tremblay, 1882.
- Deuxième mémoire sur le lait, Nancy, Berger-Levrault, 1884.
- Notice sur les travaux scientifiques d'Émile Duclaux, Sceaux, 1884.
- Étude d'un microbe rencontré sur un malade atteint de clou de Biskra, Paris, Masson, 1884.
- Sur la durée de la vie chez les germes des microbes, Paris, 1885.
- Le lait et sa composition chimique, 1885.
- Troisième mémoire sur le lait : étude du beurre, Nancy, Berger-Levrault, 1886.
- Le microbe et la maladie, Paris, Masson, 1886.
- Le lait : études chimiques et microbiologiques, Paris, Baillière, 1887.
- Annales de l'Institut Pasteur : microbiologie, publiées sous le patronage de Louis Pasteur, Paris, Masson, 1888.
- Le lait au point de vue alimentaire, 1889.
- Cours de physique et de météorologie, Institut national agronomique, Paris, Hermann, 1891.
- Conférences faites à la Société chimique de Paris en 1889-1892, Paris, Revue scientifique, 1892.
- Principes de laiterie, Paris, Armand Colin, 1893.
- Relations entre la géographie et la météorologie, Paris, Armand Colin, 1894.
- Atmospheric actinometry and the actinic constitution of the atmosphere, Washington, 1896.
- Pasteur, histoire d'un esprit, Paris, Masson, 1896. [téléchargeable gratuitement sur le site Gallica]
- Inauguration de la statue de Louis Pasteur, Alais, 26 septembre 1896, Académie des sciences, Paris, 1896.
- Avant le procès : l'Affaire Dreyfus, Paris, Stock, 1898.
- Propos d'un solitaire : l'affaire Dreyfus, Paris, 1898.
- Traité de microbiologie, Paris, Masson , 1898-1901.
- L'hygiène sociale, Paris, Félix Alcan, 1899.
- Diastases, toxines et venins, 1899.
- Propos d'un solitaire 2 : les conseils de guerre, Paris, Ligue des droits de l'homme, 1899.
- Émile Appert, Laval, Barnéoud, 1900.
- Fermentation alcoolique, 1900.
- Travaux des années 1899 et 1900 sur les eaux de l'Avre et de la Vanne, Paris, 1901.
- Propos d'un solitaire : l'alcool et l'impôt, Paris, Dangan, 1903.
- Recherches expérimentales sur la conservation du lait, avec Charles Nicolle, Paris, Masson, 1904.
- Pasteur : 1822-1922, avec Émile Roux, Institut Pasteur, Paris, Librairie Hachette, 1922.